# Zagreb (cacciatorpediniere)
Lo Zagreb fu un cacciatorpediniere della Regia marina jugoslava, terza e ultima unità della classe Beograd, entrato in servizio nell'aprile 1939; l'unità ebbe una carriera brevissima, finendo autoaffondato il 17 aprile 1941 nelle Bocche di Cattaro per prevenirne la cattura da parte delle forze dell'Asse durante gli eventi dell'invasione della Jugoslavia.

## Storia
Impostata nel 1936 nei cantieri della Jadranska Brodogradilista di Spalato, l'unità fu varata il 30 marzo 1938 con il nome di Zagreb in onore dell'omonima città, entrando poi in servizio con la Marina jugoslava nell'aprile del 1939.
Al momento dell'invasione delle forze dell'Asse nell'aprile 1941, in piena seconda guerra mondiale, come le altre principali unità della Marina jugoslava lo Zagreb fu inviato nella base di Cattaro ma non vide praticamente alcuna azione bellica, immobilizzato anche per i dissensi tra gli elementi serbi e quelli croati della Marina; l'unità fu bombardata due volte da velivoli italiani il 6 e 13 aprile, ma non riportò alcun danno. Il 17 aprile la Jugoslavia firmò l'armistizio con gli invasori e le prime unità italiane iniziarono ad avvicinarsi a Cattaro; l'equipaggio dello Zagreb lasciò l'unità e sbarcò a terra, ma due ufficiali jugoslavi (i tenenti Sergej Mašera e Milan Spasić, poi celebrati come eroi nazionali) rifiutarono l'ordine del loro comandante, capitano Nikola Krizomalija, di abbandonare la nave: rimasti a bordo, i due fecero saltare in aria il deposito di munizioni della nave che affondò immediatamente. Parte della prua dello Zagreb fu poi recuperata e posta in esposizione nel museo navale di Cattaro nell'odierno Montenegro.